# Beyond the Sea – Musik war sein Leben

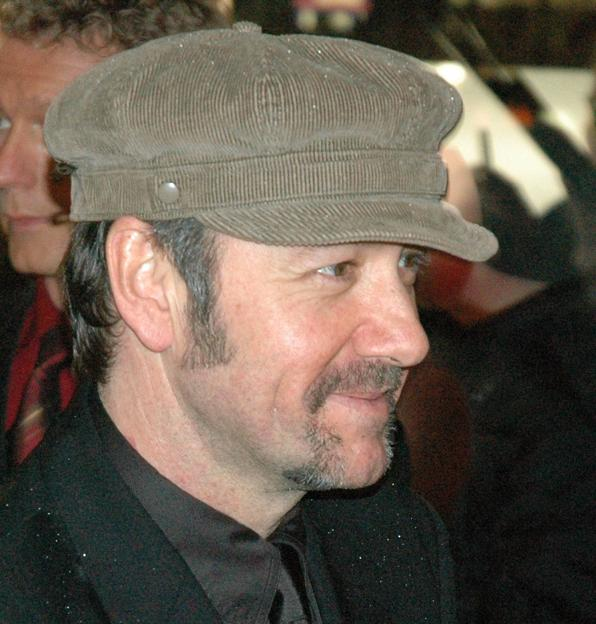
Kevin Spacey auf der Berlinale 2005 zur Premiere von Beyond the Sea

Beyond the Sea – Musik war sein Leben ist eine Filmbiografie des Sängers Bobby Darin (1936–1973) aus dem Jahr 2004. Die Hauptrolle wurde mit Kevin Spacey besetzt, der auch als Regisseur, Produzent und Drehbuchautor fungierte. Die Finanzierung des Films übernahmen die Produzenten Andy Paterson und Jan Fantl selbst, unter anderem durch Vorverkäufe, darunter an Lions Gate Entertainment. Im November 2003 begannen die Dreharbeiten, fertiggestellt wurde der Film im August 2004.
Am 11. September 2004 wurde Beyond the Sea auf dem Toronto International Film Festival in Kanada uraufgeführt. Der Film eröffnete auch das AFI in Los Angeles im November 2004 und hatte kurz darauf seine US-amerikanische Premiere in New York. Nachdem er auch im Februar 2005 anlässlich der Berlinale 2005 beim 20. Panorama als „Special“ gezeigt wurde, erfolgte sein deutscher Kinostart am 17. Februar 2005. Für Gespräch sorgte auch ein Konzert von Kevin Spacey und seinem Orchester im Quatsch Comedy Club in Berlin.

## Handlung
Der Film erzählt die Geschichte des Sängers, Entertainers und Schauspielers Bobby Darin. Geboren wird er als Walden Robert Cassotto, dem im Alter von sieben Jahren ein kurzes Leben vorausgesagt wird, da er an einer schweren Herzkrankheit leidet. Mit der Aussicht, das 15. Lebensjahr wahrscheinlich nicht zu überschreiten, beschließt Cassotto, das Beste aus seinem Leben zu machen. Die Prognose der Ärzte stellt sich als falsch heraus und der junge Erwachsene beschließt, die Musik zu seinem Beruf zu machen. 1958 wird er mit seinem Gute-Laune-Song Splish Splash international bekannt. In der Folgezeit wechselt er öfter die Stilrichtung, orientiert sich aber hauptsächlich am Swing. Er singt Mack the Knife und funktioniert das französische Lied La Mer zum Klassiker Beyond the Sea um. Bei einem Filmprojekt verliebt er sich in die Schauspielerin Sandra Dee. Die beiden heiraten gegen den Willen von Dees Mutter. Doch als es mit Darins Ruhm zu Ende geht, kommt es auch zu Konflikten in der Partnerschaft. Erst 37 Jahre alt, stirbt Bobby Darin 1973 bei einer Herzoperation.

## Hintergrund
Die Produktion kostete 24 Mio. US-Dollar. Gedreht wurde im Raum Berlin sowie in den Babelsberger Filmstudios. Alle US-amerikanischen und europäischen Schauplätze wurden nachgestellt.
Kevin Spacey sang alle Musikstücke selbst und führte auch sämtliche Choreografien in den Tanzszenen aus. Spacey und Kate Bosworth arbeiteten bei Beyond the Sea zum ersten Mal zusammen; ein Jahr später spielten beide in Bryan Singers Superman Returns, in dem sie die (neben Superman) wichtigsten Hauptrollen Lex Luthor und Lois Lane verkörperten. Zudem waren sie zusammen in 21 aus dem Jahr 2008 zu sehen, wo Spacey den Mathematikprofessor Mickey Rosa spielt.

## Rezeption
Beyond the Sea erhielt ein verhaltenes Presseecho, was sich auch in den Auswertungen US-amerikanischer Aggregatoren widerspiegelt. So erfasst Rotten Tomatoes mehrheitlich kritische Besprechungen und ordnet den Film dementsprechend als „Gammelig“ ein. Laut Metacritic fallen die Bewertungen im Mittel „Durchwachsen oder Durchschnittlich“ aus.
Nach der Ansicht des Filmstarts-Redakteurs Carsten Baumgardt ist der Film „weniger eine stringente Betrachtung von Bobby Darins Leben, sondern vielmehr [eine] bunte, swingende Kevin-Spacey-Personality-Show“. Zwar lobt er Spaceys „famose“ Gesangs- und Tanzdarbietungen, sehe darin allerdings wenige Parallelen zu Bobby Darin.
James Berardinelli bezeichnet die Hochzeitsszenen und das Las-Vegas-Konzert als „von Herzen kommend“ und „wirklich bewegend“, weist aber auch auf „peinliche“ Momente wie den Streit des Paares hin, der auf ihn „unfreiwillig komisch“ wirke.
Allgemein wird bemängelt, dass Spacey zu alt für die Rolle des jungen Darin aussehe und Kate Bosworth etwas blass erscheine. Die Leistungen aller anderen Darsteller, insbesondere Bob Hoskins, wurden durchgängig gelobt.
| Festival                                  | Nominierungen                                                                      | Land | Jahr | Person                       |
| ----------------------------------------- | ---------------------------------------------------------------------------------- | ---- | ---- | ---------------------------- |
| Broadcast Film Critics Association Awards | Bester Soundtrack Bester junger Schauspieler                                       | USA  | 2005 | Kevin Spacey William Ullrich |
| Golden Globes                             | Bester Hauptdarsteller – Komödie oder Musical                                      | USA  | 2005 | Kevin Spacey                 |
| Motion Picture Sound Editors              | Best Sound Editing in Feature Film – Music – Musical                               | USA  | 2005 | Andrew Glen                  |
| Grammy Awards                             | Bestes zusammengestelltes Soundtrackalbum für Film, Fernsehen oder visuelle Medien | USA  | 2006 | Kevin Spacey, Phil Ramone    |